# Chris O’Sullivan
Chris O’Sullivan (* 15. Mai 1974 in Dorchester, Massachusetts) ist ein ehemaliger US-amerikanischer Eishockeyspieler und -scout, der im Verlauf seiner aktiven Karriere zwischen 1992 und 2003 unter anderem annähernd 300 Spiele in der American Hockey League (AHL) auf der Position des Verteidigers bestritten hat. Darüber hinaus absolvierte O’Sullivan weitere 62 Partien für die Calgary Flames, Vancouver Canucks und Mighty Ducks of Anaheim in der National Hockey League (NHL). Anschließend arbeitete er insgesamt 20 Jahre als Scout für die Colorado Avalanche und New York Islanders.

## Karriere

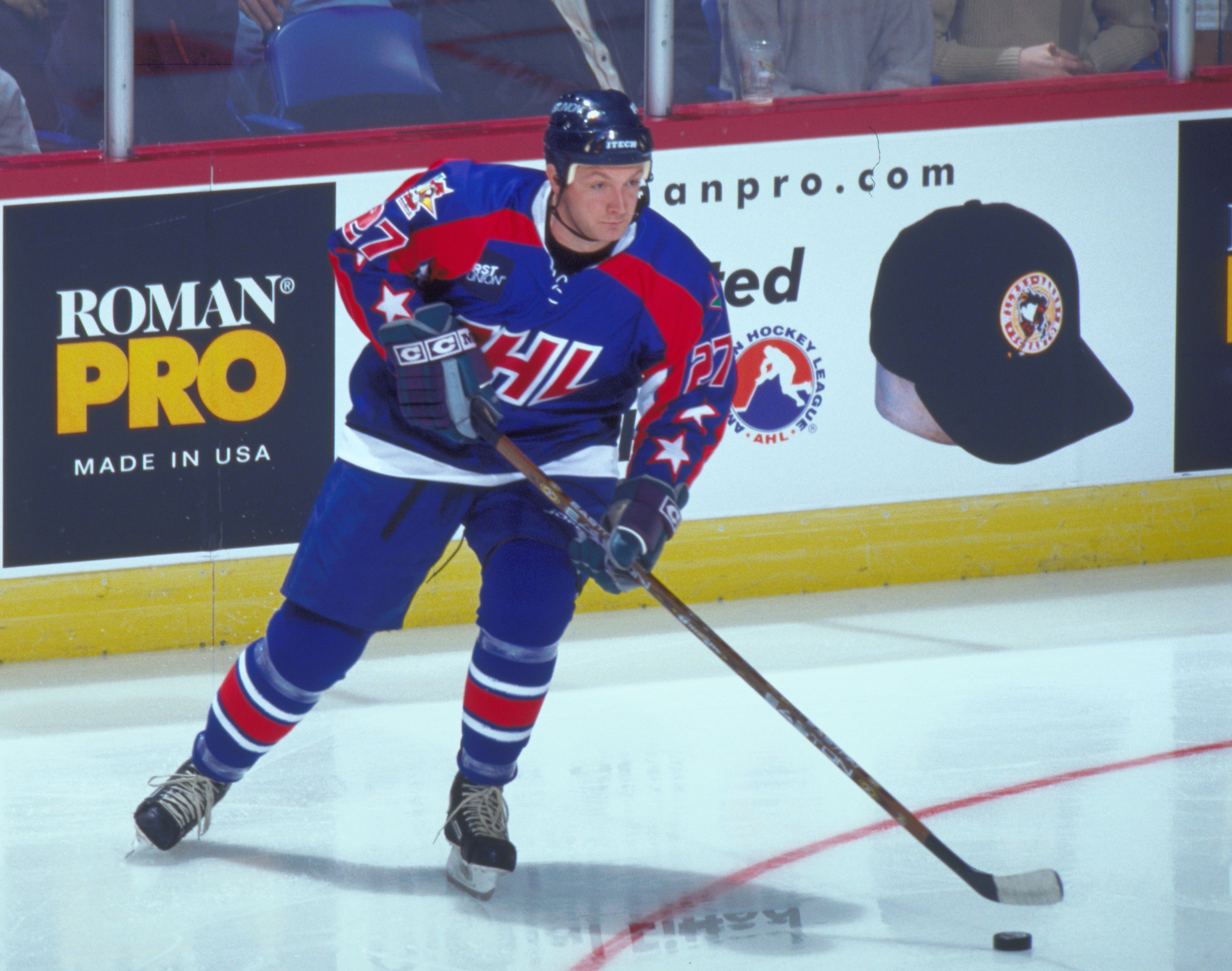
O’Sullivan beim AHL All-Star Classic 2001

O’Sullivan wurde nach dem Abschluss der High School im NHL Entry Draft 1992 in der zweiten Runde an 30. Position von den Calgary Flames aus der National Hockey League (NHL) ausgewählt. Trotz der Auswahl im Draft wechselte der 18-Jährige jedoch nicht in den Profibereich, sondern verfolgte zunächst seine akademische Ausbildung, die er an der Boston University fortsetzte. Zwischen 1992 und 1996 spielte er parallel zu seinem Studium für die Eishockeymannschaft der Hochschule in der Hockey East, einer Division im Spielbetrieb der National Collegiate Athletic Association (NCAA). Die vier Jahre an der Boston University – mit Ausnahme der Saison 1992/93, in der er verletzungsbedingt nur fünf Partien absolvierte – verliefen dabei für den Verteidiger überaus erfolgreich. Neben zwei Divisionsmeisterschaften in der Hockey East gewann er mit den Terriers im Jahr die nationale Collegemeisterschaft der NCAA. Im Rahmen des Endturniers wurde O’Sullivan zum Most Valuable Player (MVP) ernannt.
Nach der Beendigung des Studiums im Sommer 1996 erhielt der US-Amerikaner einen Profivertrag bei den Calgary Flames, für deren Organisation er in den folgenden drei Spielzeiten aktiv war. Es gelang O’Sullivan jedoch nicht, sich dauerhaft im NHL-Kader zu etablieren, weshalb er immer wieder im Farmteam Saint John Flames in der American Hockey League (AHL) eingesetzt wurde. Bis zum März 1999, als er im Tausch für Lee Sorochan an die New York Rangers, absolvierte er 49 Partien für Calgary, während er in 128 Spielen für Saint John auf dem Eis stand. Bei den New York Rangers gelang dem Abwehrspieler aber auch nicht der Sprung in die NHL, da er den Rest der Spielzeit 1998/99 ausschließlich für deren AHL-Kooperationspartner Hartford Wolf Pack auflief. In der Folge wurde sein auslaufender Vertrag auch nicht verlängert, sodass sich O’Sullivan im August 1999 als Free Agent für ein Jahr dem Franchise der Vancouver Canucks anschloss. Mit der Ausnahme von elf Spielen für die Canucks kam er in der Millenniumssaison 1999/2000 aber weiterhin hauptsächlich in der AHL für die Syracuse Crunch zu Einsätzen. Nach einem weiteren Sommerwechsel als vertragsloser Spieler zu den Mighty Ducks of Anaheim war im Spieljahr 2000/01 für die Cincinnati Mighty Ducks aktiv. Für Anaheim selbst absolvierte er in dieser Saison keinen NHL-Einsatz.
Daraufhin wagte der Defensivspieler im Sommer 2001 den Schritt, nach Europa zu wechseln. Dort unterzeichnete er ein auf ein Jahr befristetes Arbeitspapier bei den Kloten Flyers aus der Schweizer Nationalliga A (NLA). Für Kloten stand er in 45 Begegnungen auf dem Eis, kehrte aber zur Spielzeit 2002/03 nach Nordamerika zurück. Dort sicherten sich die Anaheim Mighty Duchs erneut O’Sullivans Dienste. Aufgrund einer Nackenverletzung kam er für Cincinnati zu 27 Partien, während er auch zweimal für Anaheim in der NHL spielte. Im September 2003 gab der 29-Jährige das frühzeitige Ende seiner Profikarriere bekannt. Im direkten Anschluss begann er ab dem Sommer 2003 als Scout bei der Colorado Avalanche aus der NHL zu arbeiten. Nach drei Jahren dort wechselte der US-Amerikaner im Sommer 2006 zum Ligakonkurrenten New York Islanders. Dort war er in gleicher Funktion insgesamt 17 Jahre bis zum Ende der Saison 2022/23 angestellt. 

### International
Auf internationaler Ebene nahm O’Sullivan im Juniorenbereich an der Junioren-Weltmeisterschaft 1994 teil. Dort belegte er mit der US-amerikanischen U20-Auswahl den sechsten Platz. In sieben Turnierspielen kam der Verteidiger dabei auf drei Torvorlagen. Mit der A-Nationalmannschaft nahm er derweil an insgesamt drei Weltmeisterschaften teil, konnte dabei aber weder 1995 noch 2000 und 2002 mit den US-Amerikanern in den Medaillenrängen landen. In insgesamt 20 WM-Spielen bereitete O’Sullivan einen Treffer vor.

## Erfolge und Auszeichnungen
| - 1994 Hockey-East-Meisterschaft mit der Boston University - 1995 Hockey-East-Meisterschaft mit der Boston University - 1995 Hockey East First All-Star Team - 1995 NCAA-Division-I-Championship mit der Boston University - 1995 NCAA Championship Tournament MVP | - 1995 NCAA East Second All-American Team - 1999 Teilnahme am AHL All-Star Classic - 2000 Teilnahme am AHL All-Star Classic - 2001 Teilnahme am AHL All-Star Classic |

## Karrierestatistik

### International
Vertrat die USA bei:
- Junioren-Weltmeisterschaft 1994
- Weltmeisterschaft 1995
- Weltmeisterschaft 2000
- Weltmeisterschaft 2002

(Legende zur Spielerstatistik: Sp oder GP = absolvierte Spiele; T oder G = erzielte Tore; V oder A = erzielte Assists; Pkt oder Pts = erzielte Scorerpunkte; SM oder PIM = erhaltene Strafminuten; +/− = Plus/Minus-Bilanz; PP = erzielte Überzahltore; SH = erzielte Unterzahltore; GW = erzielte Siegtore; 1 Play-downs/Relegation; Kursiv: Statistik nicht vollständig)